# Madeleine Lanz
Madeleine Lanz (* 1936 in Genf; † 14. September 2014 in Lussy-sur-Morges) war eine Schweizer Künstlerin der Art brut.

## Leben
Madeleine Lanz wurde 1936 in Genf geboren. Sie hatte drei Geschwister und war die zweitälteste. Ihr Vater war Elektriker, die Mutter Hausfrau. In der Schule hatte sie große Schwierigkeiten, sie wurde oft bestraft und hatte eine schwache Psyche. Sie zog sich zurück und zeichnete täglich mehrere Stunden, sowohl in der Schule, als auch zu Hause. Lanz absolvierte eine Ausbildung zur Näherin. Kurze Zeit später starb ihr Bruder und sie hatte eine unglückliche Liebesbeziehung, was bei ihr zu Depressionen und zu einem Krankenhausaufenthalt führte. In der Anstalt wurde bei ihr zudem Schizophrenie diagnostiziert. Sie gab ihre Arbeit auf und zog zu ihrer Mutter, die sie bis zu ihrem Tod im Jahr 1975 pflegte. Danach wurde Madeleine Lanz in eine psychiatrische Anstalt im Kanton Waadt eingewiesen, wo sie weitere achtundzwanzig Jahre lebte. Ihre Schwestern hielten einen engen Kontakt zu ihr.
Madeleine Lanz starb am 4. September 2014 in Lussy-sur-Morges an ihrer Diabeteserkrankung.

## Werk
Mit dem Umzug im Jahr 2003 in ein Seniorenheim erhielt sie durch die Aktivitäten im Haus neue Impulse und begann erneut als Autodidaktin mit dem Zeichnen. Teilweise nutzte sie dafür Papier, welches ihre Schwester brachte, teilweise Papiere, die sie in der Einrichtung fand, so nutzte sie die Rückseiten der Speisekarten. Ihre Arbeiten führte sie mit Farbstift, Kreide, Bleistift und Gouache aus. Ihre Motive waren florale oder geometrische Kompositionen in origineller und farbenfroher Ausführung.
Ihre Arbeiten finden sich in der Collection de l’Art Brut, Lausanne.

## Ausstellungen
- L’Art Brut S’Encadre, Collection de l’Art Brut, Lausanne 2020[4]
- Lives. Art Brut Et Parcours De Vie, Collection de l’Art Brut, 2022[5]